# Junonia infuscata
Junonia infuscata är en fjärilsart som beskrevs av Felder 1867. Junonia infuscata ingår i släktet Junonia och familjen praktfjärilar. Inga underarter finns listade i Catalogue of Life.